# Шведська корона (атрибут)

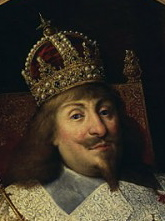
Володислав IV Ваза у "Шведській короні"

Шведська корона (пол.: Korona szwedzka) — корона королів Речі Посполитої зі шведської королівської династії Вази. 
Була передана до Коронної скарбниці у Вавелі після зречення Яна II Казимира Вази в 1668 році.
Входила до переліку найвищих монархічних клейнодів Корони Речі Посполитої.

## Історія

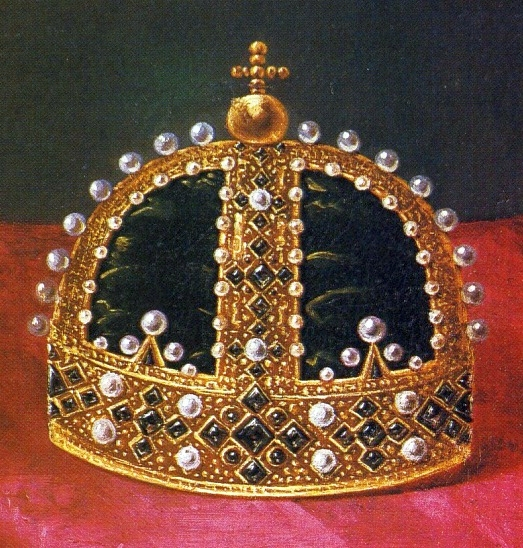
Шведська корона

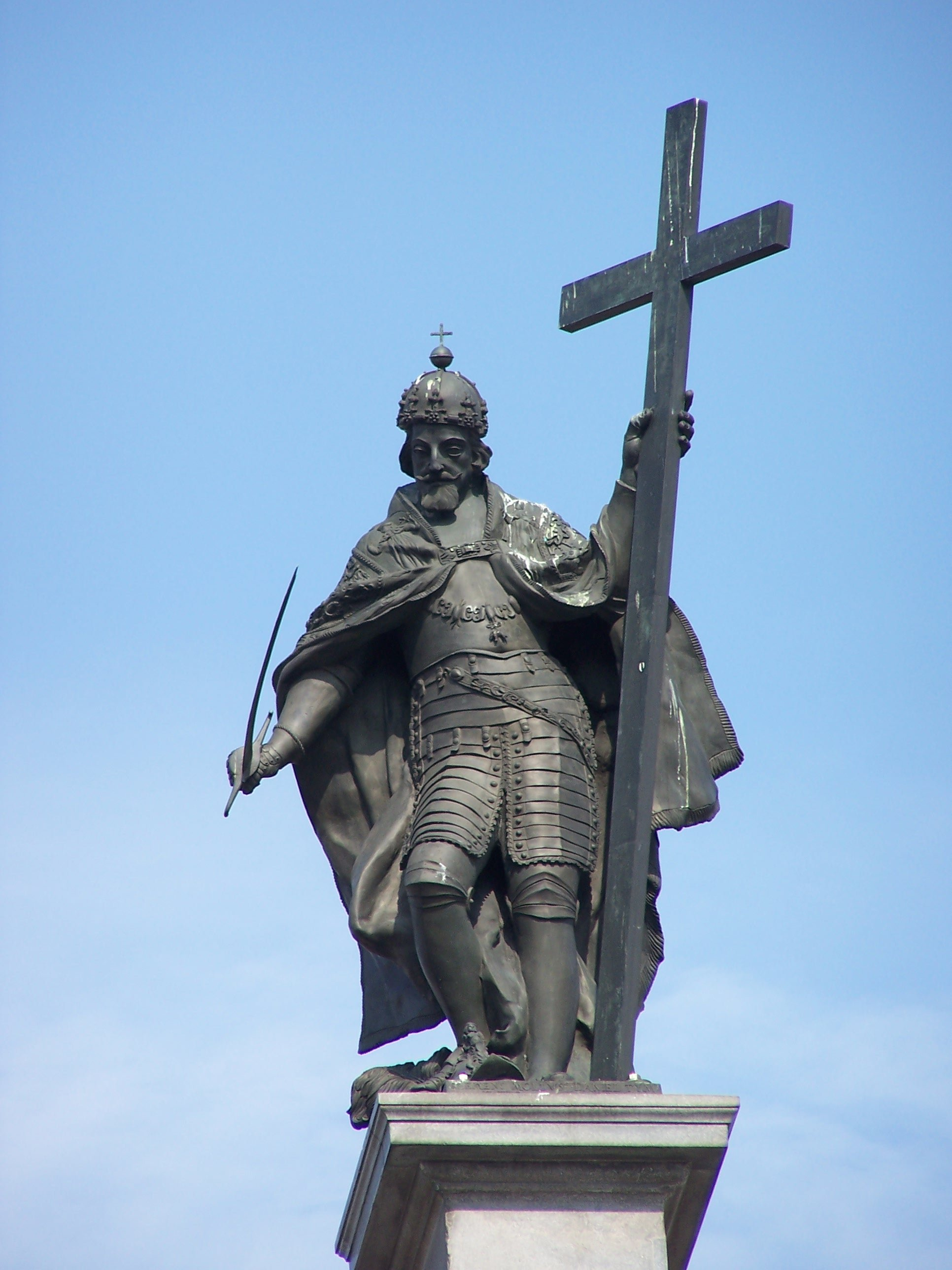
Пам'ятник Сигізмунда III Вази у Варшаві

Існує припущення, що спочатку корона була зроблена для короля Польщі, Литви і Русі Сигізмунда II Августа. 
Після смерті короля, в 1572 р., її заклали гданському банкіру Яну Тудеско; а згодом викупив король Сигізмунд III Ваза за 20 000 флоринів і використав для своєї коронації в Уппсалі як короля Швеції 19 лютого 1594 року. 
У 1623 р. король Сигізмунд III заповів її Речі Посполитій (Польща, Литва, Україна, Білорусь). 
У 1632 році Сигізмунд III, перед смертю, у Варшаві увінчав "шведською короною" принца Владислава Вазу, символічно передавши йому титул короля Швеції.
Корону Швеції (разом з Московитською короною) 1632 року використали як церемоніальну корону під час похорону Сигізмунда III Вази. 
Шведська корона була виготовлена з чистого золота, як типова "закрита корона" ("corona clausa"), що складалася з п'яти більших та п’яти менших частин (portiones maiores quinque, minores quinque) та 262 дорогоцінних каменів, зокрема 24 смарагдів, 64 рубінів, 30 сапфірів, 21 діамантів та 123 перлин. 
На горі її увінчували золота земна куля та хрест. Її ободок був восьми роз'ємним, прикрашений золотими квітами, густо оздоблений перлами і коштовним камінням.
Після 1632 року, всупереч заповіту Сигізмунда ІІІ, шведська корона належала королю Володиславу IV Вазі, а пізніше Яну II Казиміру Вазі. 
Лише у 1668 р., після суперечок та торгів між королем та сеймом, вона опинилася у Державній скарбниці у Вавельському замку, де зберігалась до ІІІ розділу Речі Посполитої у 1795 році. 
У 18 столітті шведська корона була зображена на портреті роботи Марчелло Баччареллі, намальованому для оздоблення Мармурової кімнати у Королівському замку у Варшаві. 
Це була одна з п'яти королівських корон Речі Посполитої (корона королеви, Угорська корона, корона Московитська, корона омажиальна та ін.) яку в жовтні 1795 року викрали з замку Вавель прусська армія, що покидала Краків.
До 1809 року знаходилась в колекції Гогенцоллернів у Берліні. 
Пізніше її, як і більшість королівських клейнодів Речі Посполитої, розібрали й переплавили. 1811 року пруський король карбував монети з отриманого з корон золота та продавав дорогоцінні камені.
Шведська корона вінчає голову пам'ятника короля Речі Посполитої (Польщі, України, Литви, Білорусі) та короля Швеції Сигізмунда III Вази, встановленого у Варшаві.